# زئيف ريفاش
زئيف ريفاش (بالعبرية: זאב רווח‏) هو كاتب ومخرج وممثل إسرائيلي يهودي من اليهود المغاربة، ولد في 1940 في المغرب.

## أعمال

### أفلام
- (1996) المطلب[6]
- (1998)  الإنسان المشحون
- (2000) المحارب الأخير
- (2014)  محاكمة فيفيان امسالم[7][8]

## وصلات خارجية
- زئيف ريفاش على موقع IMDb (الإنجليزية)
- زئيف ريفاش على موقع ألو سيني (الفرنسية)
- زئيف ريفاش على موقع ميوزك برينز (الإنجليزية)
- زئيف ريفاش على موقع أول موفي (الإنجليزية)
- زئيف ريفاش على موقع قاعدة بيانات الفيلم (الإنجليزية)
- زئيف ريفاش على موقع كينوبويسك (الروسية)